# Orchestron
El Orchestron Vako es un instrumento de teclado que genera una amplificación electrónica sobre la base de sonidos pregrabados en un disco óptico. Es la versión profesional del Optigan de Mattel.

## Historia
Vako Synthesizers Incorporated, fundado por David Van Koevering, pionero en instrumentos electrónicos y antiguo técnico de Moog Music, comenzó a trabajar en una versión mejorada del Optigan bajo el nombre de Orchestron en 1975. Desarrollado para uso profesional y como una alternativa al Mellotron (de ahí el nombre Orchestron), entre sus características destacaba su mejor grabación de sonidos frente al Optigan y mejor estabilidad mecánica y fiabilidad. 
El Orchestron incorporaba muchas mejoras de un instrumento similar, el Chilton Talentmaker, que fue retirado del mercado tras la amenaza de demandar a Chilton por parte de los creadores del Optigan, debido a infracciones de patentes.
Algunos modelos del Orchestron incorporan secuenciadores y sintetizadores, y aunque las mismas limitaciones de fidelidad que afectaban al Optigan también se aplicaban al Orchestron, estos instrumentos se utilizaron con éxito en varias grabaciones comerciales. Sin embargo, el Orchestron no fue un éxito comercial. Se estima que un total de 50 unidades fueron creadas antes de que la producción se detuviera luego de un par de años.
Su rareza y popularidad entre los seguidores del lo-fi hacen del Orchestron un objeto bastante buscado.

## Descripción técnica
El Orchestron usa básicamente el mismo principio del Optigan: cada nota del teclado es grabada en una pista infinita en discos ópticos pregrabrados e intercambiables. Un haz de luz se envía a través del disco, y tras ello las variaciones en la intensidad de la luz se detectan y amplifican.
Hay ocho sonidos disponibles en el Orchestron:
- Violín
- Hammond B3
- Flauta
- Violonchelo
- Coro
- Saxofón
- Órgano tubular
- Corno francés

## Orchestron en grabaciones profesionales
Florian Schneider, integrante de Kraftwerk, compró un Orchestron durante la gira de la banda en Estados Unidos durante 1975 promocionando el disco Autobahn. En el disco en vivo no oficial Concert Classics, grabado durante esa gira, el instrumento puede oírse. También lo usaron en álbumes posteriores, como Radio-Activity, Trans-Europe Express y The Man-Machine.
Se creó una versión especial del Orchestron para Patrick Moraz. Él uso un prototipo de esta versión durante la grabación del álbum de Relayer, álbum de Yes. El instrumento se rompió y desapareció luego de que se enviara a reparar.
El Orchestron también está listado en el equipamiento usado en el tour de Rainbow que resultó en su disco en vivo de 1977 Rainbow on Stage. El tecladista de la banda en ese entonces era Tony Carey.
También el tecladista de Foreigner, Al Greenwood, usa el Orchestron en su hit "Cold As Ice", específicamente en el sonido de cuerdas al medio del quiebre vocal de la canción.
AK-Momo también usa el instrumento en su álbum Return to N.Y.. El álbum fue grabado usando sólo Optigans, Orchestrons y Mellotrons. El productor sueco y músico de rock progresivo Mattias Olsson ocupó desde fines de la década de los 90 al Orchestron y el Optigan en varias grabaciones.